# Karin Bos
Karin Bos (Rijswijk, 1966) is een Nederlands beeldend kunstenares. Zij woont en werkt sinds 1984 in Amsterdam.

## Biografie
Karin Bos is geboren in 1966 in Rijswijk en opgegroeid in Venhuizen. Na het behalen van haar vwo-diploma in 1984 is zij naar Amsterdam verhuisd waar ze in 1989 afstudeerde aan de Amsterdamse Hogeschool voor de Kunsten, faculteit Beeldende Vorming. Sindsdien woont en werkt ze als beeldend kunstenaar in Amsterdam. Haar specialisaties zijn schilderen, tekenen en grafiek. Karin Bos is getrouwd met beeldhouwer Erik Wuthrich.

## Werk
Aanvankelijk zijn mensen het centrale onderwerp in haar werk. Hoofdpersonen zijn meestal meisjes of vrouwen. Met name onderlinge relaties en (machts)verhoudingen hebben haar interesse. Fricties en ongelijkheid in deze relaties zijn een terugkerend thema. Bijvoorbeeld tussen man en vrouw, volwassene en kind, of tussen kinderen onderling, waarbij groepsgedrag tegenover de eenling een rol speelt. 
In het recente werk heeft er een verschuiving naar het landschap plaatsgevonden. Het landschappelijke in haar schilderijen en werken op papier is leidraad in haar onderzoek naar de relatie tussen de mens en het landschap of de natuur. Bos’ schilderijen laten sprookjesachtige maar vervreemdende en verontrustende landschappen zien. Met zorgvuldig gekozen kleuren en lichtval ontstaat een filmisch en geladen beeld van een wereld vol verhalen waarin niets is wat lijkt en waar een vrolijk vakantietafereel evengoed de plek van een verschrikkelijke misdaad kan zijn. Die meerduidigheid is kenmerkend voor het werk van Bos.
Reizen is voor Karin Bos essentieel om tot nieuw werk te komen. Inspiratie komt niet uit beelden die anderen hebben gemaakt, zij wil zelf waarnemen en ervaren om vervolgens een vertaling naar doek of papier te maken. Zij zoekt naar weerbarstige, ruige landschappen die niet onmiddellijk behagen en waarbij ze over de mens verhaalt zonder die daadwerkelijk in het landschap af te beelden.

## Werk in openbare collecties (selectie)
- CODA Museum Apeldoorn
- Teylers Museum Haarlem
- Stedelijk Museum Amsterdam
- Rijksmuseum Amsterdam

## Tentoonstellingen (selectie)
- 1999 Cobra Museum, Van Kandinsky tot Corneille, Amstelveen
- 2000 World Trade Center, Triangle Artists Workshop, New York
- 2000 Erasmus Huis, Karin Bos, Jakarta
- 2003 New York Print Fair, SOLO Impression Inc., New York
- 2007 Musée d’Art Moderne et d’Art Contemporain, 6e Biennale Internationale de Gravure, Luik
- 2007 Vegas Gallery, Sugar and Spice, Londen
- 2010 IPCNY, New Prints 2010/Winter, New York
- 2011 Stedelijk Museum Zwolle, She Me, Zwolle
- 2012 Zuiderzeemuseum, Kunstenaar op Zaal, Enkhuizen
- 2014 Stedelijk Museum Kampen, Shifting Views, Kampen
- 2017 CODA Museum, Expedition Nature, Apeldoorn
- 2018 Kunstverein Springhornhof, Expedition Natur, Neuenkirchen
- 2019 Newlyn Art Gallery, Europe after the Rain, Newlyn
- 2020 Museo CAB, Los ojos del extranjero. Expedición naturaleza, Burgos

## Publicaties
- 2009 Catalogus Karin Bos, A trip to the countryside. ISBN 978-90-9023798-5. Tekst Rob Perrée, tweetalig, Engels en Nederlands.
- 2020 Catalogus Karin Bos, Los ojos del extranjero. Expedición naturaleza. ISBN 978-84-949075-6-2. Tekst Javier Del Campo, drietalig, Spaans, Engels en Nederlands.

## Varia
- 2017 Als gastcurator van het CODA Museum in Apeldoorn heeft Karin Bos de tentoonstelling Expedition Nature samengesteld.
- 2018 Als gastcurator van Kunstverein Springhornhof in Neuenkirchen heeft Karin Bos de tentoonstelling Expedition Natur samengesteld.

- Digitale Bibliotheek voor de Nederlandse Letteren: bos_118
- Gemeinsame Normdatei: 109524941X
- International Standard Name Identifier: 0000 0003 9538 9735
- Library of Congress Control Number: no2024103583
- Nederlandse Thesaurus van Auteursnamen: 318824779
- RKD-Nederlands Instituut voor Kunstgeschiedenis: 10944
- Union List of Artist Names: 500534214
- Virtual International Authority File: 290137239
- WorldCat: E39PBJbCGhdgG6T3VpJHpXQDv3